# Lava Lake
Lava Lake är en sjö i Kanada.   Den ligger i provinsen British Columbia, i den sydvästra delen av landet, 3 800 km väster om huvudstaden Ottawa. Lava Lake ligger 215 meter över havet. Arean är 4,9 kvadratkilometer. Den sträcker sig 9,8 kilometer i nord-sydlig riktning, och 2,9 kilometer i öst-västlig riktning.
I omgivningarna runt Lava Lake växer i huvudsak barrskog. Trakten runt Lava Lake är nära nog obefolkad, med mindre än två invånare per kvadratkilometer.